# Don't Go Breaking My Heart (bài hát của Backstreet Boys)
"Don't Go Breaking My Heart" là một bài hát của nhóm nhạc người Mỹ Backstreet Boys. Ca khúc được phát hành vào ngày 17 tháng 5 năm 2018 và là đĩa đơn mở đường cho album phòng thu thứ chín (thứ tám tại Hoa Kỳ) của nhóm, DNA. Đĩa đơn đạt đến vị trí thứ 63 trên bảng xếp hạng Billboard Hot 100, trở thành đĩa đơn đầu tiên của nhóm trong vai trò nghệ sĩ chính xuất hiện trên bảng xếp hạng kể từ "Inconsolable" phát hành năm 2007, và cũng là đĩa đơn có vị trí xếp hạng cao nhất của nhóm kể từ "Incomplete" phát hành năm 2005. Bài hát nhận được một đề cử giải Grammy ở hạng mục Trình diễn song ca hoặc nhóm nhạc pop xuất sắc nhất trong lễ trao giải lần thứ 61, qua đó trở thành đề cử đầu tiên của nhóm nhạc kể từ khi "Shape of My Heart" được đề cử tại lễ trao giải năm 2002.

## Diễn biến thương mại
"Don't Go Breaking My Heart" ra mắt vào ngày 17 tháng 5 năm 2018 và đứng thứ 22 về doanh số tải kỹ thuật số trong tuần đầu phát hành. Truyền thông nhận thấy rằng bài hát là ca khúc trở lại của Backstreet Boys, khi nó là ca khúc đầu tiên đồng loạt xuất hiện trên các bảng xếp hạng Billboard Hot 100, Mainstream Top 40 và Adult Contemporary kể từ sau "Inconsolable". Bài hát cũng là đĩa đơn có thứ hạng cao nhất của nhóm nhạc trên bảng xếp hạng Adult Top 40 với việc đạt đến vị trí thứ 9, vượt qua thành tích tốt nhất ở vị trí thứ 11 mà "I Want It That Way" đạt được vào năm 1999. Trên hệ thống phát thanh, bài hát vươn đến vị trí thứ 38 trên bảng xếp hạng Radio Songs, trở thành ca khúc đầu tiên của nhóm đạt vị trí trên bảng xếp hạng này kể từ "Incomplete".

## Danh sách bài hát
| Tải kỹ thuật số | Tải kỹ thuật số              | Tải kỹ thuật số |
| STT             | Nhan đề                      | Thời lượng      |
| --------------- | ---------------------------- | --------------- |
| 1.              | "Don't Go Breaking My Heart" | 3:35            |

| The Remixes – EP | The Remixes – EP                                       | The Remixes – EP |
| STT              | Nhan đề                                                | Thời lượng       |
| ---------------- | ------------------------------------------------------ | ---------------- |
| 1.               | "Don't Go Breaking My Heart (Dave Audé phối lại)"      | 3:39             |
| 2.               | "Don't Go Breaking My Heart (Luca Schreiner phối lại)" | 3:19             |
| 3.               | "Don't Go Breaking My Heart (Arkadi phối lại)"         | 3:28             |
| 4.               | "Don't Go Breaking My Heart (Quarterhead phối lại)"    | 3:16             |

## Xếp hạng và chứng nhận
| Bảng xếp hạng (2018)                      | Vị trí cao nhất |
| ----------------------------------------- | --------------- |
| Úc (ARIA)                                 | 50              |
| Bỉ (Ultratip Wallonia)                    | 23              |
| Canada (Canadian Hot 100)                 | 65              |
| Canada AC (Billboard)                     | 27              |
| Canada CHR/Top 40 (Billboard)             | 32              |
| Canada Hot AC (Billboard)                 | 21              |
| Croatia Airplay (HRT)                     | 95              |
| Đức (GfK)                                 | 68              |
| Sri Lanka (Yes FM)                        | 5               |
| Slovakia (Rádio Top 100)                  | 100             |
| Thụy Sĩ (Schweizer Hitparade)             | 98              |
| Hoa Kỳ Billboard Hot 100                  | 63              |
| Hoa Kỳ Adult Contemporary (Billboard)     | 8               |
| Hoa Kỳ Adult Pop Airplay (Billboard)      | 9               |
| Hoa Kỳ Dance Club Songs (Billboard)       | 17              |
| Hoa Kỳ Dance/Mix Show Airplay (Billboard) | 28              |
| Hoa Kỳ Pop Airplay (Billboard)            | 18              |

| Bảng xếp hạng (2018)         | Vị trí |
| ---------------------------- | ------ |
| Billboard Adult Contemporary | 19     |
| Billboard Adult Pop Songs    | 28     |

| Quốc gia                                  | Chứng nhận | Số đơn vị/doanh số chứng nhận |
| ----------------------------------------- | ---------- | ----------------------------- |
| Úc (ARIA)                                 | Vàng       | 35.000‡                       |
| Canada (Music Canada)                     | Vàng       | 40.000‡                       |
| ^ Chứng nhận dựa theo doanh số nhập hàng. |            |                               |

## Lịch sử phát hành
| Quốc gia | Ngày phát hành      | Định dạng                                      | Nhãn hiệu | Ng.    |
| -------- | ------------------- | ---------------------------------------------- | --------- | ------ |
| Hoa Kỳ   | 21 tháng 5 năm 2018 | Trên các đài phát thanh hot adult contemporary | RCA       | [ 29 ] |
| Hoa Kỳ   | 22 tháng 5 năm 2018 | Trên các đài phát thanh contemporary hit radio | RCA       | [ 30 ] |